# Região Geográfica Imediata de Curitibanos
A Região Geográfica Imediata de Curitibanos é uma das 24 regiões imediatas do estado brasileiro de Santa Catarina, uma das 2 regiões imediatas que compõem a Região Geográfica Intermediária de Lages e uma das 509 regiões imediatas no Brasil, criadas pelo IBGE em 2017. É composta de 6 municípios.